# Raion de Petxenga

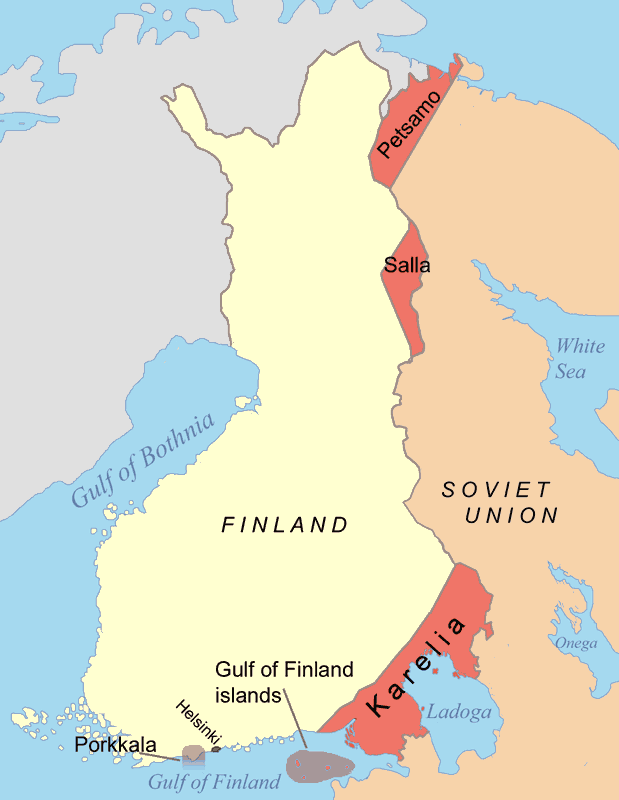
Zones cedides per finlàndia a la Unió Soviètica. Porkkala va ser tornada a Finlàndia el 1956.

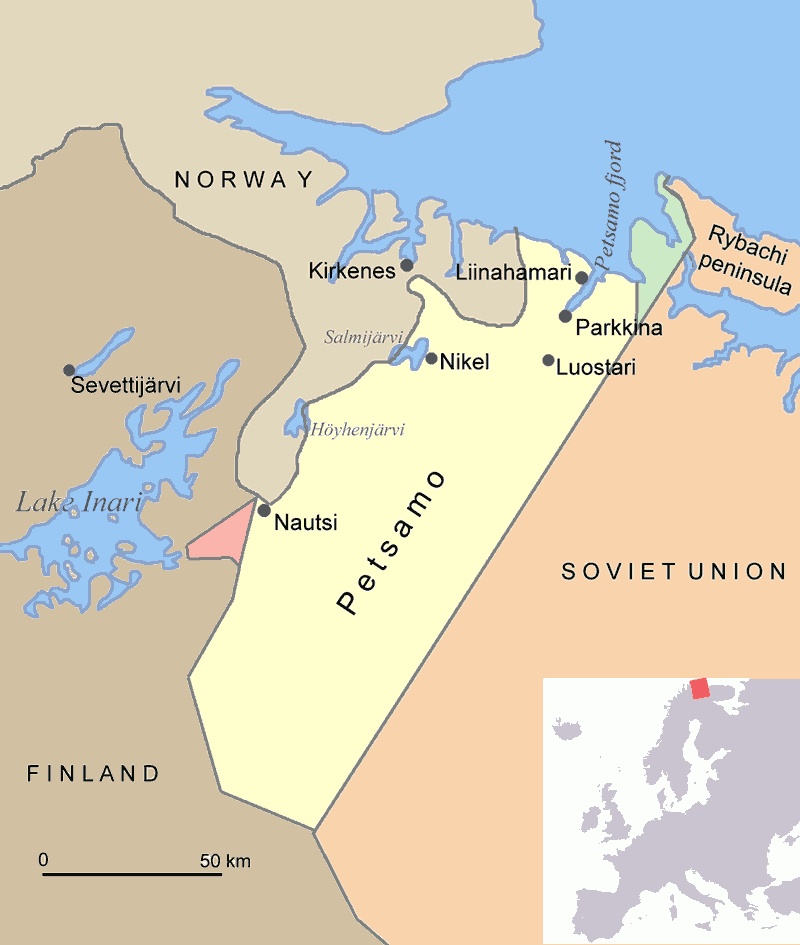
La zona de color verd era la part finlandesa de la península de Ribatxi, la qual va ser cedida a la Unió Soviètica després de la Guerra d'Hivern. La zona vermella, Jäniskoski, va ser venuda a la Unió Soviètica el 1947.

El raion de Petxenga (en rus: Пе́ченгский райо́н; en finès i suec: Petsamo, en noruec:Petsjenga sami:Beahcán i Peäccam) és un districte municipal i administratiu (raion), un dels cinc de l'oblast de Múrmansk a Rússia. Es troba al nord-oest de la Península de Kola a la costa del Mar de Barents (per la Península de Ribatxi, la qual és part del raion) fa frontera amb Finlàndia al sud i sud-oest i amb Noruega a l'oest, nord-oest i nord. La superfície del raion és de 8.662.22 km². El seu centre administratiu és la localitat de Nikel. La població de Nikel representa el 32,8% de la població del raion.
Aquest raion és important per tenir un port lliure de gel que es diu Liinakhamari, i pels jaciments de níquel.

## Història
La zona ja estava habitada antigament per pobles indígenes d'ètnia sami. El 1533 passà a ser part de Rússia; el 1920 a ser part de Finlàndia i des de 1944 formà part de la Unió Soviètica i actualment de Rússia.
L'assentament de Petxenga es va fundar com a Monestir de Petxenga el 1533 al costat del riu Petxenga 135 km a l'oest de la moderna Múrmansk, pel monjo Tryphon de Petxenga amb la intenció de convertir al cristianisme a la població local sami.
Aquesta zona va tornar a ser habotada pels Pomors i altres russos. L'actual frontera entre Noruega i Rússia va ser acordada el 1826, i al segle xix s'hi va restablir el monestir. El port de Liinakhamari a Petsamo era important per a Rússia durant la Segona Guerra Mundial quan la mar Bàltica va quedar bloquejada pels alemanys. Pel Tractat de Tartu de 1920 la Unió Soviètica cedia Petsamo a Finlàndia.
Els jaciments de níquel es van trobar el 1921, i el 1934 es va estimar que contenien cinc milions de tones de nickel, la seva mineria va començar el 1935 per part d'empreses canadenques i franceses.
El 1916 va començar la construcció d'una carretera de Sodankylä passant per Ivalo a Liinakhamari que va ser acabada el 1931. Això va fer de Petsamo un destí turístic i era l'únic port del mar de Barents on es podia anar amb automòbil.
A la Guerra d'hivern de 1939–1940, la Unió Soviètica ocupà Petsamo. En l'acord de pau només la part finlandesa de la península de Ribatxi, amb una superfície de 321 km² va ser cedida a la Unió Soviètica encara que els soviètics havien ocupat tota la zona de Petsamo durant la Guerra d'Hivern.
El 1941, durant la Segona Guerra Mundial, Petsamo va ser utilitzada per l'Alemanya Nazi com a base per atacar Múrmansk. El 1944, l'Exèrcit Roig ocupà Petsamo una altra vegada i Finlàndia la cedí a la Unió Soviètica com a part de l'Armistici de Moscou signat el 19 de setembre de 1944; l'àrea total cedida fou de 8.956 km². El 21 de juliol de 1945, el Presidium del Soviet Suprem de la Unió Soviètica decretà fundar el raion de Petxenga en el territori cedit i incloure'l com a part de l'oblast de Múrmansk.
Segons el Tractat de Pau de París de 1947, la població local sami Skolt Sami va poder escollir en restar a la Unió Soviètica o emigrar a Finlàndia, la majoria optaren per anar a Finlàndia.